# Anatolij Aistow
Anatolij Gieorgijewicz Aistow, ros Анатолий Георгиевич Аистов (ur. 16 marca?/29 marca 1917 w Taganrogu, zm. 24 kwietnia 1996 w Rydze) – Rosjanin, radziecki wojskowy, kontradmirał.

## Życiorys
W Marynarce Wojennej od 1937; członek KPZR od 1945. Ukończył 2 kursy Instytutu Mechanizacji Gospodarki Wiejskiej w Taganrogu, Wyższą Szkołę Marynarki Wojennej im. Frunzego (październik 1937 – wrzesień 1939) i fakultet dowódczy Akademii Marynarki Wojennej im. Woroszyłowa (grudzień 1954 – listopad 1957) oraz Oficerskie Kursy Akademickie na tej uczelni (październik 1961 – lipiec 1962) .
Uczestniczył w wojnie radziecko-japońskiej.
Od stycznia 1975 w rezerwie z powodu choroby.

## Odznaczenia
- Order Czerwonego Sztandaru (dwukrotnie, 1956, 1968);
- Order Wojny Ojczyźnianej II stopnia (1945), I stopnia (1985);
- Order Czerwonej Gwiazdy (1951);
- medale, broń z dedykacją (1967)[1] .